# 光風台駅 (大阪府)
光風台駅（こうふうだいえき）は、大阪府豊能郡豊能町光風台三丁目にある能勢電鉄妙見線の駅。駅番号はNS12。

## 概要
ニュータウンの光風台・新光風台団地の開発に伴い、新設された。妙見線内では最も新しく、能勢電鉄全線でも日生中央駅に次いで2番目に新しい。
ホームの前後をトンネル（隧道）に挟まれていることが特徴で、山下駅方は笹部第二隧道の先のまで駅構内が続いているため、同隧道は複線分の断面を持つ。一方、妙見口駅方の光風台第一隧道は、ポイントがトンネルの途中にあるため、当駅側の坑口が複線分の断面となっているのに対し、妙見口側の坑口は単線分しかない。
妙見線の単線区間では唯一、列車交換が可能。当駅の開業前は、笹部駅 - 妙見口駅間に設けられた「隧道東口信号所」がその役目を担っていたが、当駅の開業に合わせ、その1年前の1977年10月16日に廃止された。

## 歴史
当駅は、光風台団地を開発した日本機械土木株式会社（奈良建設株式会社を経て、現在のエヌ・エー建設株式会社）による要請を受けて開業した。
開業までの現在地前後には急曲線があり、当駅の開業に当たってそれを解消する必要があった。そのため、同社が一部費用を負担して、現在の新線に付け替えられた。

### 年表
- 1978年（昭和53年）10月16日：開業[1]。

## 駅構造
2面2線の相対式ホームを持つ橋上駅。各ホームの有効長は4両編成分。
改札口は橋上の一か所のみで、駅前広場と同じ高さにある。

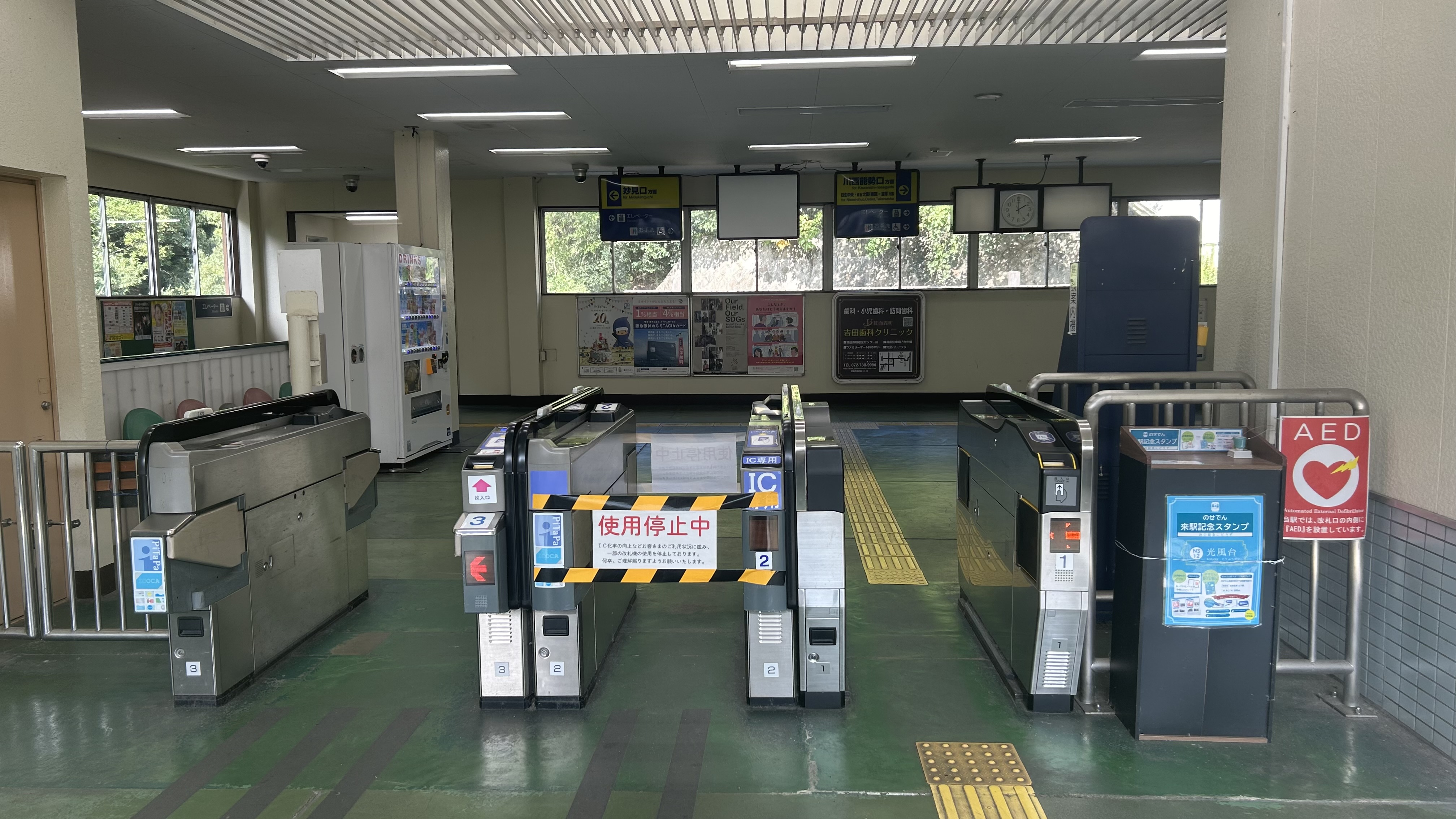
改札口
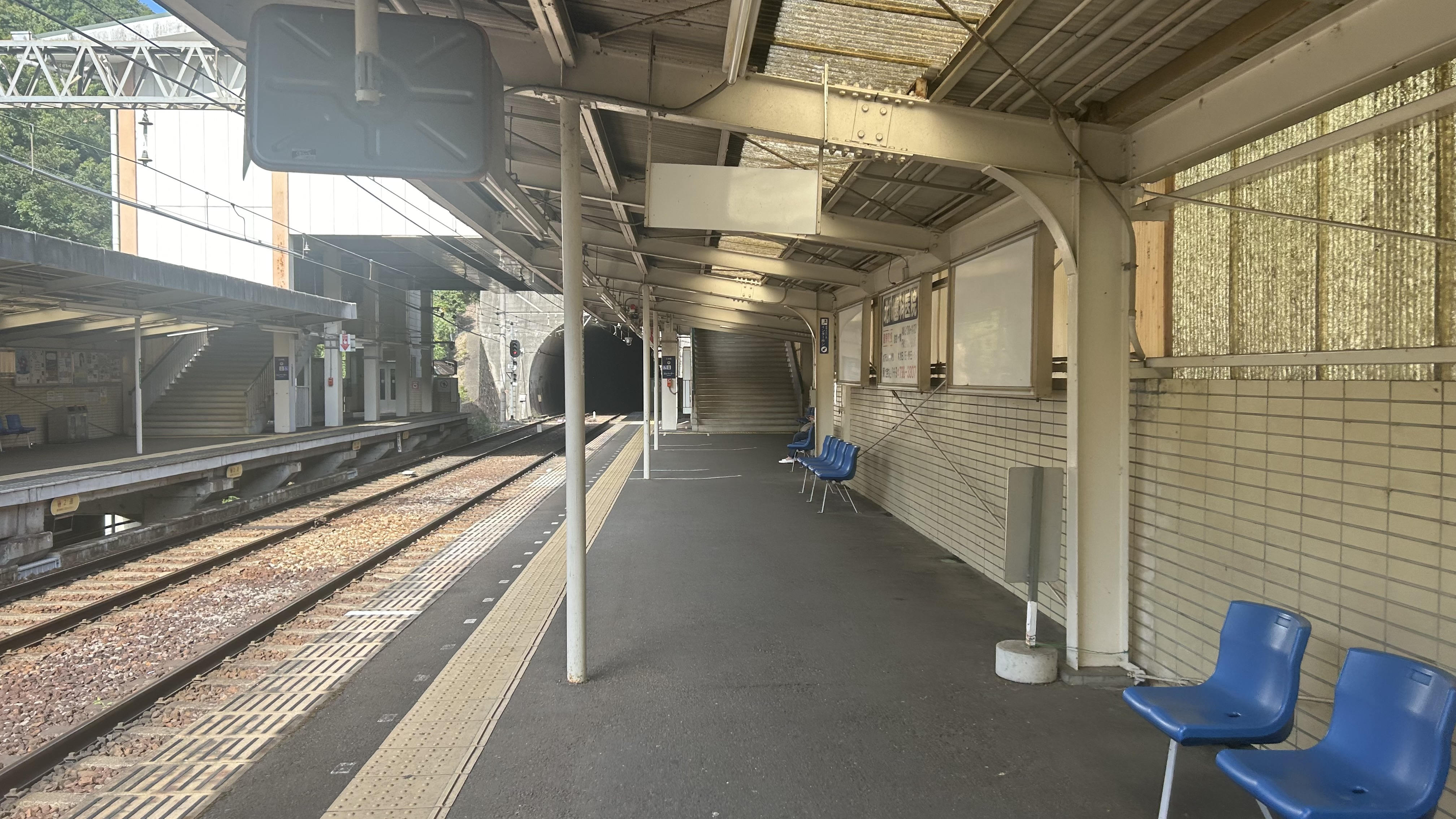
川西能勢口方面ホーム
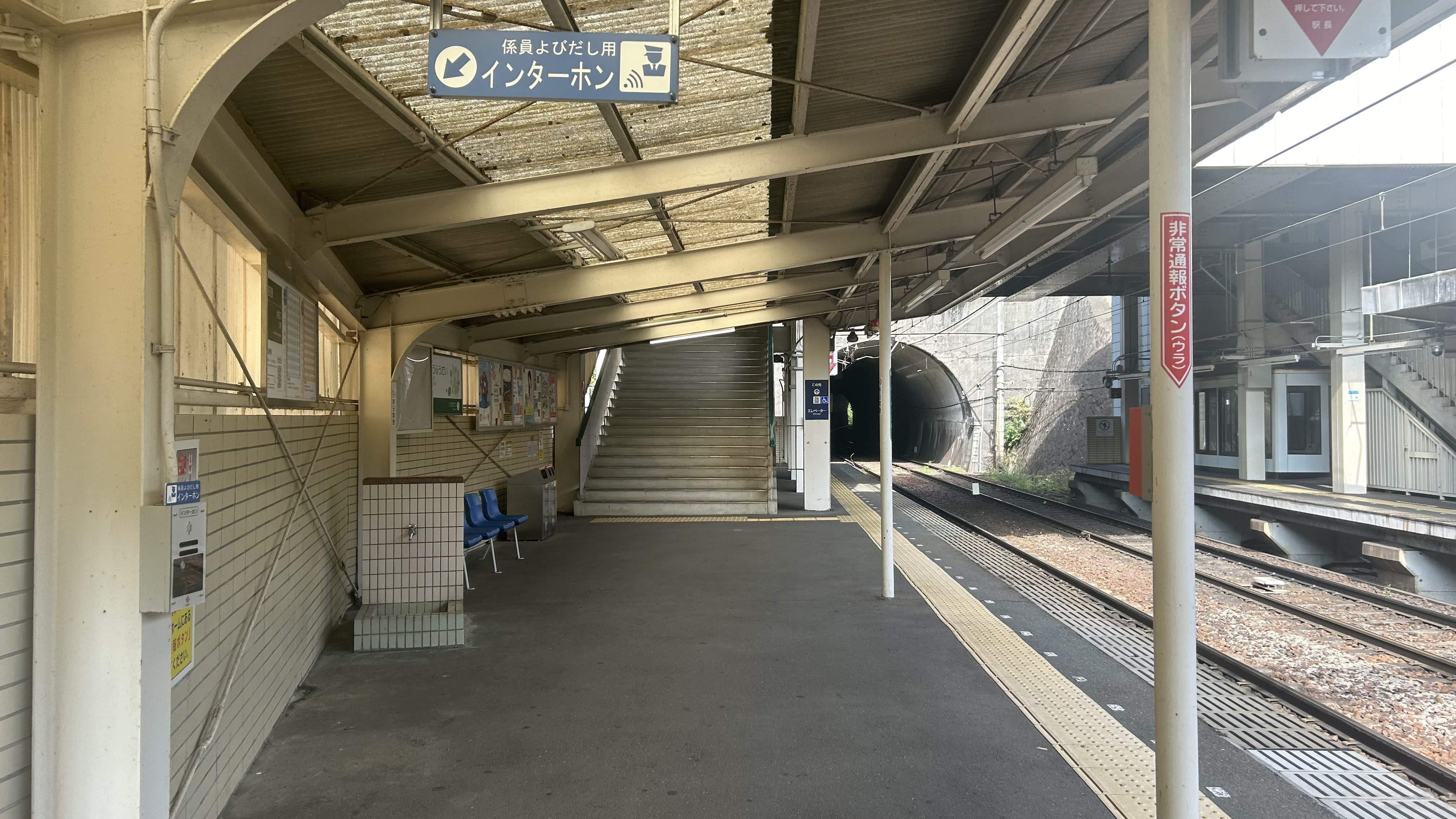
妙見口方面ホーム
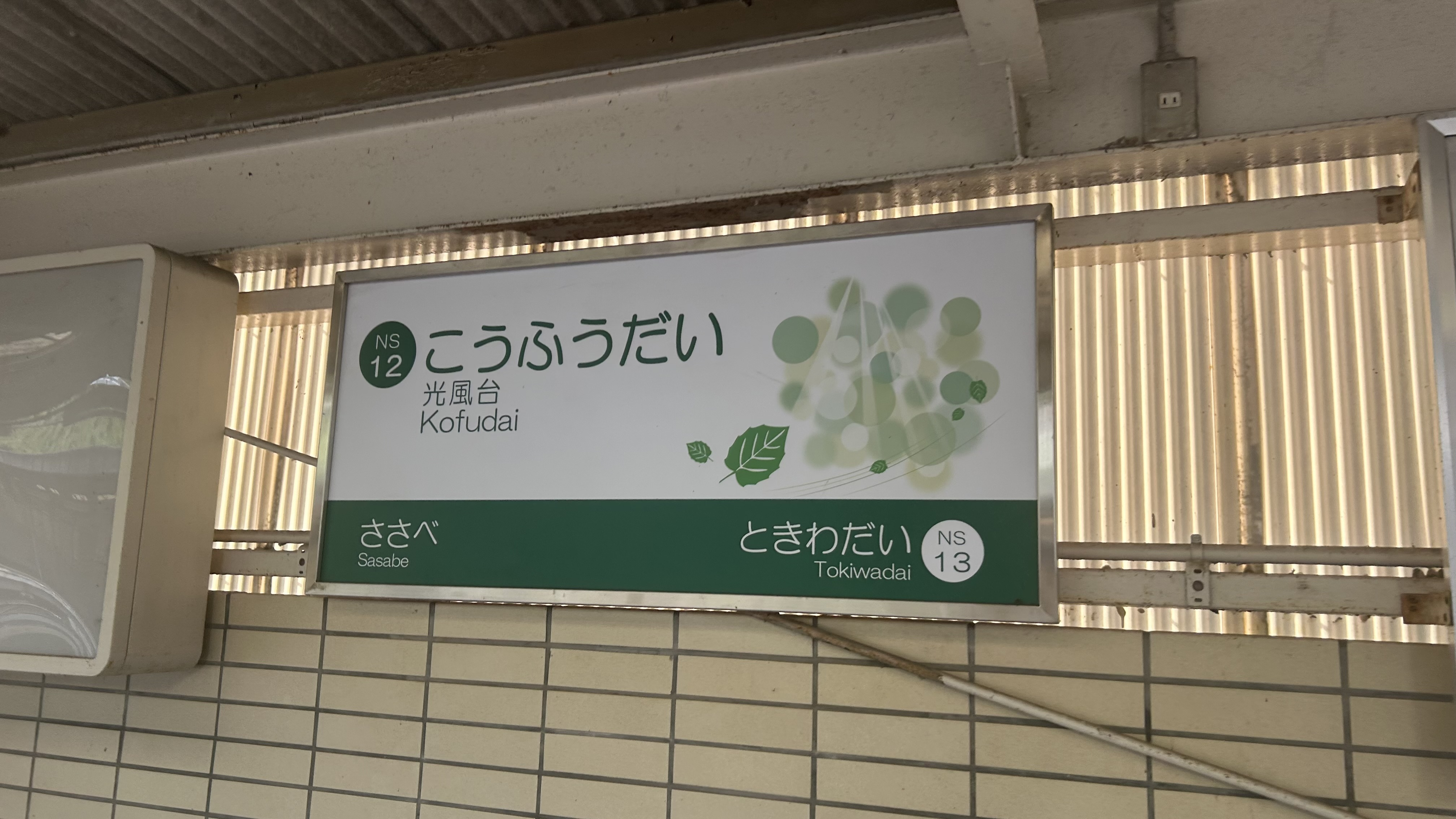
駅名標

## 駅周辺

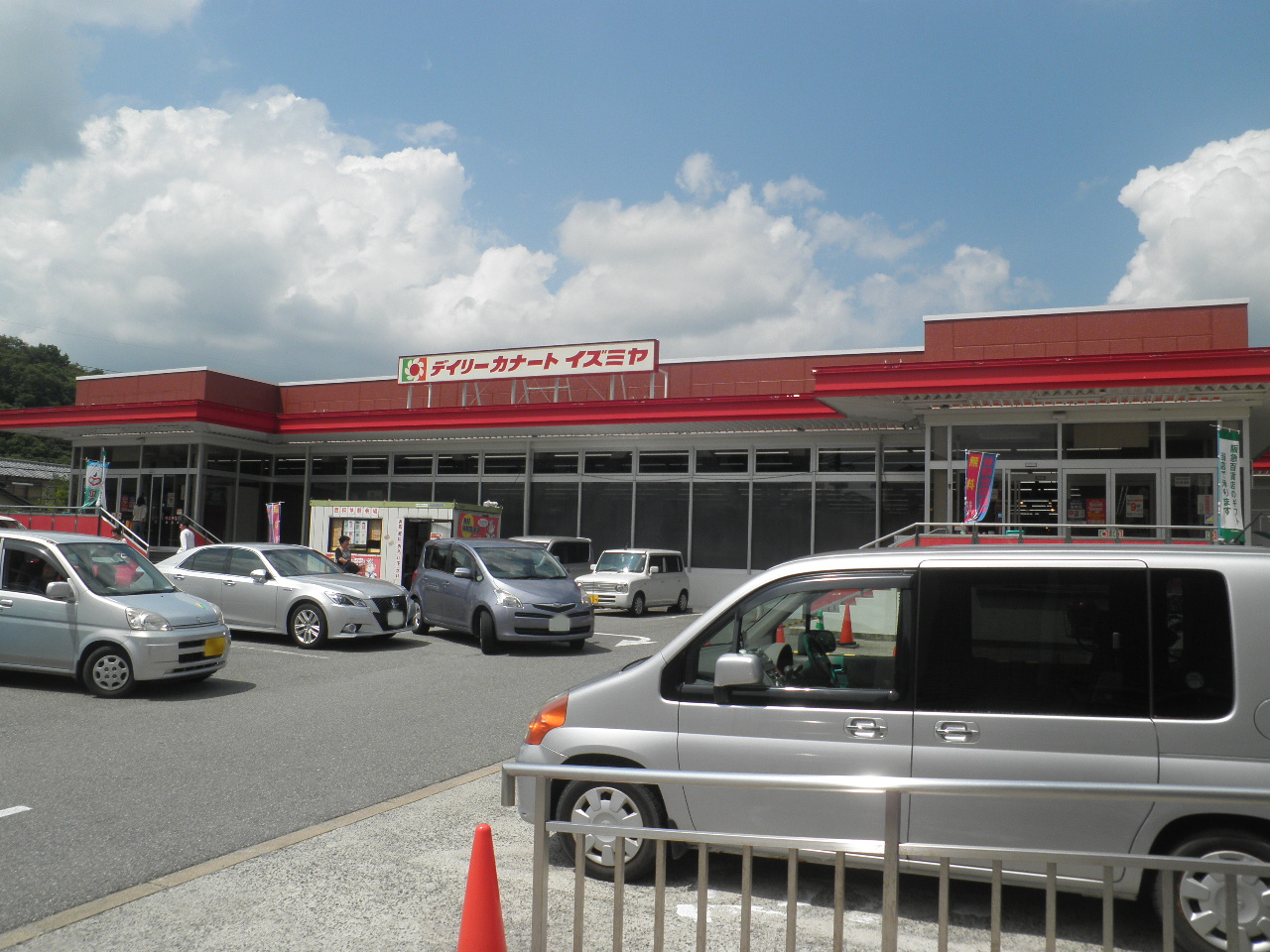
デイリーカナートイズミヤ光風台店

光風台地区と新光風台地区に挟まれた急な谷底に位置するため、駅前には両地区へと通じる階段やエスカレーター（駅からの昇りのみ）が設置されている。
- 豊能光風台郵便局
- 豊能町立光風台小学校
- 豊能町立ひかり幼稚園
- 豊能町立スポーツセンター シートス
- デイリーカナートイズミヤ 光風台店
- コープこうべ コープ新光風台
- 池田泉州銀行 光風台出張所（旧：池田銀行店舗）
- しらかば公園
- 国道477号
- 初谷川

## 利用状況
1日平均乗降人員の推移は以下の通り（出典：大阪府統計年鑑）。
| 年度               | 一日平均 乗降人員 |
| ------------------ | ----------------- |
| 2004年（平成16年） | 約5,833           |
| 2006年（平成18年） | 約5,637           |
| 2007年（平成19年） | 約5,375           |
| 2008年（平成20年） | 約4,927           |
| 2009年（平成21年） | 約4,610           |
| 2010年（平成22年） | 約4,564           |
| 2018年（平成30年） | 3,523             |
| 2019年（令和元年） | 3,459             |
| 2020年（令和2年）  | 2,750             |
| 2021年（令和3年）  | 2,667             |
| 2022年（令和4年）  | 2,652             |

## バス路線
駅舎の正面にバス停が設けられ、阪急バスの以下の路線が発着している。
- 豊能西線
  - 2系統 - 新光風台方面（循環）
  - 3系統 - 東ときわ台方面（循環、「支所前」停留所からは2系統として運行）
  - 4系統 - 東ときわ台→箕面森町地区センター行
  - 9系統 - 箕面森町西→白島経由箕面萱野駅行
- 豊能町内線（豊能町巡回バス）
  - 東西地区巡回バス
  - 西地区巡回バス

## 隣の駅
能勢電鉄
妙見線
■普通
笹部駅 (NS11) - 光風台駅 (NS12) - ときわ台駅 (NS13)